# Bryum voeltzkowii
Bryum voeltzkowii là một loài Rêu trong họ Bryaceae. Loài này được Broth. mô tả khoa học đầu tiên năm 1908.